# والاس هيوم كاروثرز
والاس هيوم كاروثرز (Wallace Hume Carothers) (ولد في 27 من أبريل 1896م وتوفي في 29 من أبريل 1937م) هو كيميائي ومخترع أمريكي ورئيس قسم الكيمياء العضوية بشركة دو بونت، ويُنسب له اختراع النايلون.
قاد كاروثرز مجموعة بمعمل المحطة التجريبية التابعة لدوبونت، بالقرب من ويلمنغتون (ديلاوير) ، وهو المعمل الذي أجريت فيه معظم أبحاث البوليمر. كان كاروثرز عالمًا في الكيمياء العضوية وساعد في تأسيس صناعة النيوبرين (Neoprene) فضلاً عن قيامه بعملية التطوير الأولى للنايلون. وبعد حصوله على الدكتوراة، قام بالتدريس في العديد من الجامعات قبل أن توظفه شركة دوبونت للعمل على الأبحاث الأساسية.
وتزوج «هيلين سويتمان» في 21 من فبراير 1936م، وعانى كاروثرز من فترات من الاكتئاب منذ شبابه. وعلى الرغم من نجاحه في اختراع النايلون، إلا أنه شعر بأنه لم يحقق الكثير واستنزف أفكاره. وكانت تعاسته مرتبطة بموت شقيقته «إيزبيل» وفي مساء 28 من أبريل 1937م حجز غرفة بأحد فنادق فيلادلفيا وانتحر بتناول خليط من عصير الليمون المُحلى بسيانيد البوتاسيوم. ثم وُلدت ابنته «جين» بعدها بسبعة أشهر في 27 من نوفمبر 1937م.

## وصلات خارجية
- والاس هيوم كاروثرز على موقع الموسوعة البريطانية (الإنجليزية)
- والاس هيوم كاروثرز على موقع إن إن دي بي (الإنجليزية)

- Chemical achievers at chemheritage.org
- Encyclopedia of World Biography on Wallace Hume Carothers
- "Wallace Carothers:1928". DuPont Heritage website. مؤرشف من الأصل في 2012-02-29. اطلع عليه بتاريخ 2010-02-16.

## براءات الاختراع
- U.S. Patent 1٬995٬291 "Alkylene Carbonate and Process of Making It", filed November 1929, issued March 1935
- U.S. Patent 2٬012٬267 "Alkylene Ester of Polybasic Acids", filed August 1929, issued August 1935
- U.S. Patent 2٬071٬250 "Linear Condensation Polymers", filed July 1931, issued February 1937